# Callida fulgida
Callida fulgida är en skalbaggsart som beskrevs av Pierre François Marie Auguste Dejean. Callida fulgida ingår i släktet Callida och familjen jordlöpare. Inga underarter finns listade i Catalogue of Life.